# Linia kolejowa nr 184
Linia kolejowa nr 184 – dawna linia kolejowa łącząca stację Dąbrowa Górnicza Strzemieszyce ze stacją Sosnowiec Zagórze.